# 니시자키촌 (지바현)
니시자키촌(西岬村)은 지바현 아와군에 일찍이 존재했던  촌이다. 현재의 다테야마시 서부에 해당한다.

## 역사
- 1889년 4월 1일 - 정촌제 시행에 의해 아와군 니시자키촌이 성립하였다.
- 1954년 5월 3일 - 도미사키촌, 도요후사촌, 간베촌, 고코노에촌, 다테노촌과 함께 다테야마시에 편입해, 동일 니시자키촌은 폐지되었다.

## 관련링크
- 千葉県安房郡西岬村 (12B0020019) - 歴史的行政区域データセットβ版